# Lijst van oorlogsmonumenten in Wijk bij Duurstede
De Nederlandse gemeente Wijk bij Duurstede heeft 5 oorlogsmonumenten. Hieronder een overzicht.
| Nr.  | Object                                         | Herdachte groep        | Ontwerper                       | Onthulling        | Type            | Locatie                   | Plaats             | Coördinaten                   | Foto                        |
| ---- | ---------------------------------------------- | ---------------------- | ------------------------------- | ----------------- | --------------- | ------------------------- | ------------------ | ----------------------------- | --------------------------- |
| 1382 | Monument aan de Wijkersloot                    | verzet Nederland       |                                 | 1 september 1947  | gedenksteen     | Wijkersloot 7-7a, 3961 MN | Wijk bij Duurstede | 51° 58' 39" NB, 5° 19' 1" OL  | Monument aan de Wijkersloot |
| 1896 | Piet de Springer                               | verzet Nederland       | Johan H. van Zweden (1896-1975) |                   | beeld/sculptuur | Brink 8, 3947 NS          | Langbroek          | 52° 0' 40" NB, 5° 19' 37" OL  | Meer afbeeldingen           |
| 2072 | Monument op de Algemene begraafplaats (Erehof) | geallieerde militairen | Stef Stokhof de Jong            | 24 september 1994 | plaquette       | Steenstraat, 3961 VM      | Wijk bij Duurstede | 51° 58' 30" NB, 5° 20' 27" OL | Meer afbeeldingen           |
| 2073 | Verzetsmonument                                | verzet Nederland       | Hubert van Lith                 | 1 september 1947  | beeld/sculptuur | Singel, 3961 CE           | Wijk bij Duurstede | 51° 58' 16" NB, 5° 20' 34" OL | Meer afbeeldingen           |
| 2620 | Monument aan de Markt                          | algemeen               | Stef Stokhof de Jong            | 4 mei 1995        | plaquette       | Markt 22, 3961 BC         | Wijk bij Duurstede | 51° 58' 21" NB, 5° 20' 45" OL | Monument aan de Markt       |

Amersfoort ·
Baarn ·
Bunnik ·
Bunschoten ·
De Bilt ·
De Ronde Venen ·
Eemnes ·
Houten ·
IJsselstein ·
Leusden ·
Lopik ·
Montfoort ·
Nieuwegein ·
Oudewater ·
Renswoude ·
Rhenen ·
Soest ·
Stichtse Vecht ·
Utrecht ·
Utrechtse Heuvelrug ·
Veenendaal ·
Vijfheerenlanden ·
Wijk bij Duurstede ·
Woerden ·
Woudenberg ·
Zeist